# Franco (moeda)
O franco é a unidade monetária (moeda) de muitos países, entre os quais se contavam antes da introdução do euro a França e a Bélgica. Foi substituído pelo euro nos países que adotaram esta moeda, mas esse não é o caso da Suíça, por exemplo, nem dos diversos países africanos que possuem variantes do franco.
O franco suíço é o resultado da união monetária entre os cantões suíços em 1850, vindo a substituir as moedas cantonais e regionais. Antes de 1850, cerca de 860 moedas diferentes estavam em circulação na Suíça e todas tinham curso legal.
O seu valor inicial estava em paridade com o franco francês. Entre 1870 e 1914, a união monetária latina ligou a lira italiana, o franco suíço e o franco francês, que podiam, em teoria, ser utilizados em qualquer um destes países.
Com a abolição da união aduaneira e monetária com a Áustria, em 1919, o Liechtenstein adoptou o franco suíço como moeda oficial.